# Pinalitus viscicola
Pinalitus viscicola ist eine Wanzenart aus der Familie der Weichwanzen (Miridae).

## Merkmale
Die Wanzen werden 3,4 bis 4,5 Millimeter lang. Sie sind verhältnismäßig bunt gefärbt. Ihr Pronotum ist grün. Die Hemielytren sind überwiegend dunkel und haben mittig einen großen, halbkreisförmigen blassen Bereich. Der Cuneus ist grün und hat eine rote Spitze. Die Flügeladern sind oftmals rot.

## Vorkommen und Lebensraum
Die Art ist in Mitteleuropa nördlich bis an die Grenze der Verbreitung ihrer Wirtspflanze, der Weißbeerigen Mistel (Viscum album) verbreitet, die durch Norddeutschland verläuft. Die Art fehlt im Mittelmeerraum und tritt im Osten bis in die Kaukasusregion auf. In Deutschland und Österreich ist sie vermutlich weit verbreitet, ist jedoch auf Grund ihrer Lebensweise schwer zu finden und daher kaum nachgewiesen. Wo sie auftritt, tut sie es in großer Zahl.
Besiedelt wird vor allem Weißbeerige Mistel (Viscum album) an Laubbäumen, aber auch Loranthus (in Europa Eichenmistel (Loranthus europaeus)). Sie zeigen offenbar keine Bevorzugung bestimmter Wirtsbaumarten. Gelegentlich kann man heruntergefallene Wanzen auf krautigen Pflanzen oder Gehölzen ohne Misteln finden.

## Lebensweise
Die Überwinterung erfolgt als Ei, wobei vereinzelt auch Imagines überwintern. Diese der neuen Generation treten ansonsten im Juni, im Norden des Verbreitungsgebietes ab Juli bis August und September auf. Im Süden Deutschlands ist eine zweite Generation pro Jahr denkbar.

## Belege